# Ștefan al Angliei
Ștefan al Angliei (n. 1095, Blois, Centre-Val de Loire, Franța – d. 25 octombrie 1154, Dover, Anglia, Regatul Unit), a fost Regele Angliei în perioada 1135 - 1154, ultimul membru din Dinastia normandă. Ștefan s-a născut în regiunea Blois din Franța, a fost fiul lui Ștefan, Conte de Blois  căsătorit cu Adela a Angliei (fiica Regelui William I al Angliei și a Matildei de Flandra).
| Ștefan al Angliei Casa de BloisNaștere: 1096 Deces: 25 octombrie 1154 |                                                    |                                          |
| Titluri regale                                                        |                                                    |                                          |
| Predecesor: Henric I                                                  | Rege al Angliei 22 decembrie 1135 – aprilie 1141   | Succesor: Disputat Revendicat de Matilda |
| Predecesor: Disputat Revendicat de Matilda                            | Rege al Angliei noiembrie 1141 – 25 octombrie 1154 | Succesor: Henric II                      |
| Nobilimea franceză                                                    |                                                    |                                          |
| Predecesor: Henric I                                                  | Duce de Normandia 1135–1144                        | Succesor: Geoffrey                       |
| Predecesor: William 1190 – 1106                                       | Conte de Mortain 1113(?) – 1135                    | Succesor: William de Blois 1154 – 1159   |
| Predecesor: Eustace III                                               | Conte de Boulogne 1125 – 1147 cu Matilda I         | Succesor: Eustace IV                     |

1. ↑  Kindred Britain
2. ↑  Katalog der Deutschen Nationalbibliothek, accesat în 17 iulie 2021